# Мендон (Нью-Йорк)
Мендон (англ. Mendon) — місто (англ. town) в США, в окрузі Монро штату Нью-Йорк. Населення — 9095 осіб (2020).

## Демографія
Згідно з переписом 2010 року, у місті мешкали 9152 особи в 3457 домогосподарствах у складі 2590 родин. Було 3613 помешкання
Расовий склад населення:
| - 96,5 % — білих - 1,5 % — азіатів - 0,5 % — чорних або афроамериканців - 0,2 % — корінних американців |

До двох чи більше рас належало 1,0 %. Частка іспаномовних становила 1,7 % від усіх жителів.
За віковим діапазоном населення розподілялося таким чином: 27,5 % — особи молодші 18 років, 59,8 % — особи у віці 18—64 років, 12,7 % — особи у віці 65 років та старші. Медіана віку мешканця становила 43,6 року. На 100 осіб жіночої статі у місті припадало 97,0 чоловіків;  на 100 жінок у віці від 18 років та старших — 93,4 чоловіків також старших 18 років.
Середній дохід на одне домашнє господарство  становив 139 556 доларів США (медіана — 97 902), а середній дохід на одну сім'ю — 163 417 доларів (медіана — 114 063). Медіана доходів становила 82 212 долари для чоловіків та 65 577 доларів для жінок. За межею бідності перебувало 7,9 % осіб, у тому числі 11,4 % дітей у віці до 18 років та 7,8 % осіб у віці 65 років та старших.
Цивільне працевлаштоване населення становило 4970 осіб. Основні галузі зайнятості: освіта, охорона здоров'я та соціальна допомога — 26,9 %, науковці, спеціалісти, менеджери — 17,5 %, виробництво — 15,5 %.